# 157491 Rüdigerkollar
(157491) Rüdigerkollar, denumire internațională (157491) Rudigerkollar, este un asteroid din centura principală de asteroizi.

## Descriere
157491 Rüdigerkollar este un asteroid din centura principală de asteroizi. A fost descoperit pe 8 septembrie 2005 la Radebeul de Martin Fiedler. Asteroidul prezintă o orbită caracterizată de o semiaxă mare de 3,06 ua, o excentricitate de 0,20 și o înclinație de 3,3° în raport cu ecliptica.